# Stazione di San Biagio
La stazione di San Biagio è una fermata ferroviaria della linea Ferrara-Rimini a servizio dell'omonima frazione del comune di Argenta, in provincia di Ferrara.

## Storia
La fermata fu aperta al servizio pubblico assieme alla linea Argenta-Rimini il 10 gennaio 1889.

## Strutture e impianti
La gestione degli impianti è affidata a Rete Ferroviaria Italiana (RFI).
Il fabbricato viaggiatori è una costruzione in muratura a due livelli, mentre il piazzale è composto dal solo binario di corsa della linea ferroviaria, servito da una banchina per l'accesso ai viaggiatori.

## Movimento
La fermata è servita da treni regionali Ravenna-Ferrara svolti da Trenitalia Tper nell'ambito del contratto di servizio stipulato con la regione Emilia-Romagna.
Secondo i dati disponibili dall'amministrazione regionale, nel novembre 2019, la stazione aveva un traffico giornaliero medio di quarantasei persone, di cui ventiquattro saliti e ventidue discesi.

## Servizi
- Biglietteria automatica